# Filip Antovski
Filip Antovski (in macedone Филип Антовски?; Kumanovo, 24 novembre 2000) è un calciatore macedone, difensore del Brera Strumica.

## Carriera

### Club
Cresciuto nel settore giovanile del Vardar, ha esordito in prima squadra il 4 marzo 2018 disputando l'incontro di Prva makedonska fudbalska liga perso 2-3 contro il Sileks Kratovo.
Il 1º febbraio 2019 si trasferisce alla Dinamo Zagabria. Dopo una stagione con la seconda squadra, il 29 agosto 2020 viene girato in prestito allo Slavia Sofia. Terminato il prestito, il 2 luglio 2021 viene ceduto a titolo definitivo all'Austria Vienna.
Il 6 luglio 2022, dopo una stagione senza presenze in Austria, viene ceduto in prestito all'Istria 1961.

### Nazionale
Ha giocato nelle nazionali giovanili macedoni Under-17, Under-18, Under-19 ed Under-21.

## Statistiche

### Presenze e reti nei club
Statistiche aggiornate al 2 luglio 2021.
| Stagione                  | Squadra                   | Campionato                | Campionato | Campionato | Coppe nazionali | Coppe nazionali | Coppe nazionali | Coppe continentali | Coppe continentali | Coppe continentali | Altre coppe | Altre coppe | Altre coppe | Totale | Totale |
| Stagione                  | Squadra                   | Comp                      | Pres       | Reti       | Comp            | Pres            | Reti            | Comp               | Pres               | Reti               | Comp        | Pres        | Reti        | Pres   | Reti   |
| ------------------------- | ------------------------- | ------------------------- | ---------- | ---------- | --------------- | --------------- | --------------- | ------------------ | ------------------ | ------------------ | ----------- | ----------- | ----------- | ------ | ------ |
| mar.-apr. 2018            | Vardar                    | 1L                        | 4          | 0          | CM              | 1               | 0               |                    | -                  | -                  |             | -           | -           | 5      | 0      |
| 2018-feb. 2019            | Vardar                    | 1L                        | 3          | 0          | CM              | 0               | 0               |                    | -                  | -                  |             | -           | -           | 3      | 0      |
| Totale Vardar             | Totale Vardar             | Totale Vardar             | 7          | 0          |                 | 1               | 0               |                    | -                  | -                  |             | -           | -           | 8      | 0      |
| feb.-giu. 2019            | Dinamo Zagabria II        | 2.HNL                     | 2          | 0          |                 | -               | -               |                    | -                  | -                  |             | -           | -           | 2      | 0      |
| 2019-2020                 | Dinamo Zagabria II        | 2.HNL                     | 12         | 0          |                 | -               | -               |                    | -                  | -                  |             | -           | -           | 12     | 0      |
| Totale Dinamo Zagabria II | Totale Dinamo Zagabria II | Totale Dinamo Zagabria II | 14         | 0          |                 | -               | -               |                    | -                  | -                  |             | -           | -           | 14     | 0      |
| 2020-2021                 | Slavia Sofia              | 1L                        | 18+6       | 0          | CB              | 5               | 0               |                    | -                  | -                  |             | -           | -           | 29     | 0      |
| 2021-2022                 | Austria Vienna            | BL                        | 0          | 0          | CA              | 0               | 0               |                    | -                  | -                  |             | -           | -           | 0      | 0      |
| Totale carriera           | Totale carriera           | Totale carriera           | 45         | 0          |                 | 6               | 0               |                    | -                  | -                  |             | -           | -           | 51     | 0      |